# 존 돌마얀
존 돌마얀(John Dolmayan, 아르메니아어: Ճոն Տոլմայեան, 1973년 7월 15일 ~ )은 아르메니아계 미국인 록 음악가이다. 시스템 오브 어 다운의 드러머로 잘 알려져 있으며, 다론 말라키안이 결성한 밴드 스카스 온 브로드웨이에도 드러머로 합류하였다.
만화에도 큰 관심을 가진 그는 2007년 말, 온라인 만화 회사 토피도 코믹스(Torpedo Comics)를 설립하였다.